# Rhodometra audeoudi
Rhodometra audeoudi là một loài bướm đêm trong họ Geometridae.